# Brenda Christian
Pour les articles homonymes, voir Christian.
Brenda Christian (née le 25 février 1953 à Pitcairn) est une femme politique de Pitcairn. Elle a succédé à son frère Steve Christian, reconnu coupable de viol dans le cadre de l'Affaire des îles Pitcairn, comme maire de la dépendance britannique du 8 novembre 2004 au 15 décembre 2004. Elle a été battue lors de l'élection spéciale de décembre 2004 par Jay Warren.
Elle est une descendante directe de Fletcher Christian et la fille d'Ivan Christian.